# Kathedrale des Heiligen Gregor des Erleuchters

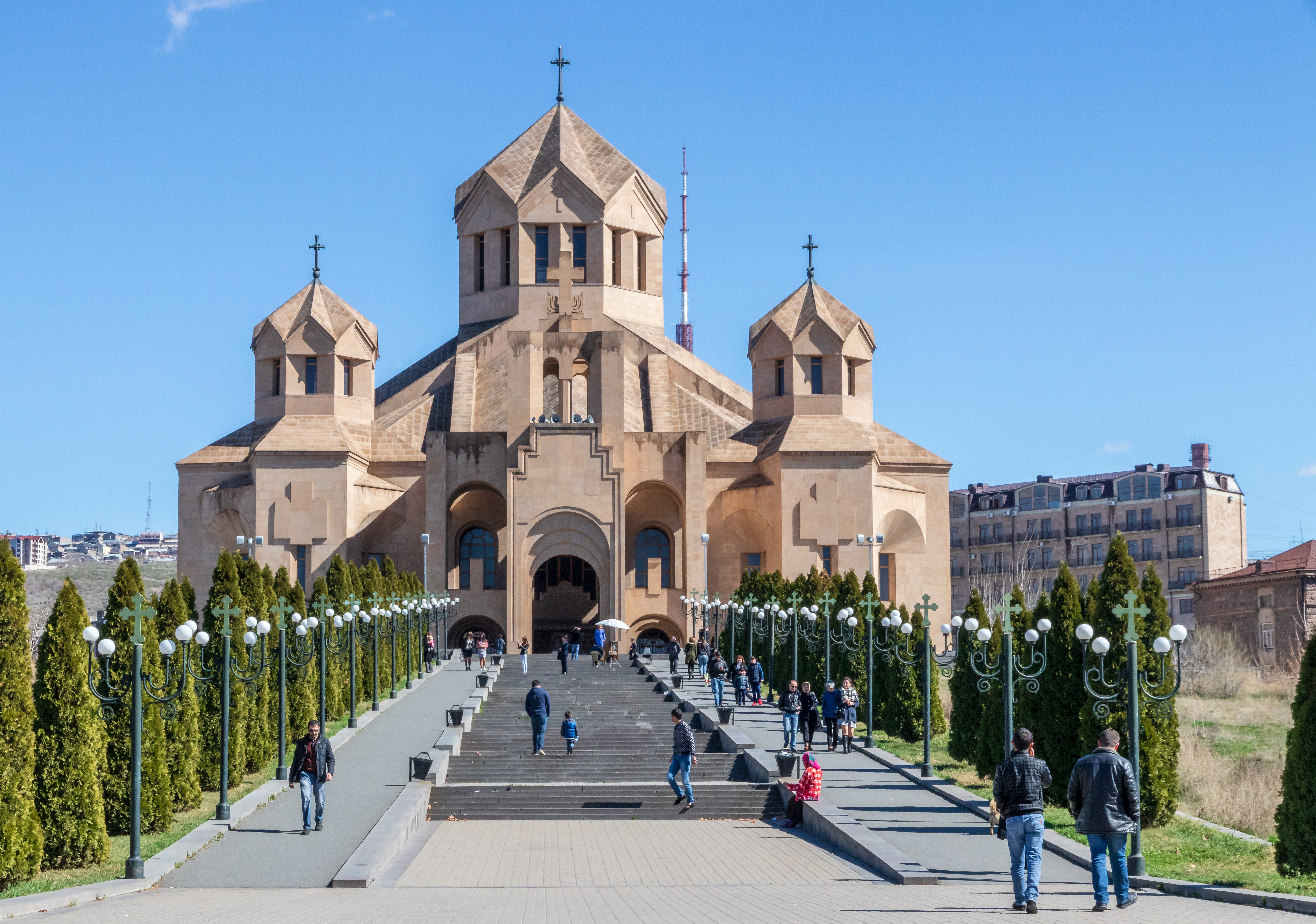
Blick vom westwärtigen Haupteingang auf die Kathedrale

Die Kathedrale des Heiligen Gregor des Erleuchters (armenisch Սուրբ Գրիգոր Լուսավորիչ մայր եկեղեցի Surb Grigor Lussaworitsch mair jekeghetsi) ist eine armenisch-apostolische Kathedrale in der armenischen Hauptstadt Jerewan, die im Jahre 2001 fertiggestellt wurde. Sie ist das weltweit größte Kirchengebäude der Armenisch-Apostolischen Kirche und nach der Tifliser Sameba-Kathedrale das zweitgrößte Gotteshaus Transkaukasiens. Die Kathedrale liegt am U-Bahnhof General Andranik im Jerewaner Stadtbezirk Mitte (Kentron) und ist von vielen Stellen der Stadt aus weithin sichtbar.

## Geschichte
Die Initiative für die Errichtung einer großen, repräsentativen Kathedrale in Jerewan ging zurück auf den Katholikos von Etschmiadsin, Wasgen I. Geldgeber für die Hauptkirche waren die US-amerikanischen Geschwister armenischer Abstammung Richard Alexander Manoogian und Louise Manoogian Simone, Sohn und Tochter des in Smyrna geborenen Unternehmers und Vorsitzenden der in New York ansässigen Armenischen Allgemeinen Wohltätigkeitsunion (AGBU) Alex Manoogian und seiner Frau Marie Manoogian. Die Kapellen und der Glockenturm wurden finanziert von Nazar und Artemis Nazarian, Kevork und Linda Kevorkian sowie Eduardo Eurnekian.
Baubeginn war am 7. April 1997, als Katholikos Vazken I. bereits verstorben war, so dass an diesem Tag der seit 1995 im Amt befindliche Katholikos Karekin Sarkissian den Segnungsgottesdienst vornahm. Das Gebäude wurde vom Architekten Stepan Kurkchyan geplant und 2001 fertiggestellt. Die Kathedrale wurde anlässlich des 1700. Geburtstags der Armenisch-Apostolischen Kirche am 23. September 2001 von Karekin Sarkissians Nachfolger Katholikos Karekin II. Nersissian konsekriert. In die Kirche sind die Reliquien des Heiligen Gregor des Erleuchters aus dem italienischen Neapel (Napoli) überführt worden. Kurz nach der Kirchweihe besuchte der römisch-katholische Papst Johannes Paul II. die Kathedrale.

## Architektur
Der Gebäudekomplex der Kathedrale vereint die Moderne mit traditionellen Architekturelementen, hat eine Grundfläche von 3822 Quadratmetern und besteht aus drei Kirchen: die dem Heiligen Gregor geweihte, bis zur Spitze des Kreuzes 54 m hohe Hauptkirche mit 1700 Sitzplätzen, die Kapelle des Heiligen Trdat von Armenien und die Kapelle der Heiligen Ashkhen (Gemahlin des Trdat), jeweils mit 150 Sitzplätzen. Diese beiden Heiligen spielten nach der Überlieferung zusammen mit dem Heiligen Gregor eine entscheidende Rolle bei der Bekehrung der Armenier zum Christentum. Der Glockenturm mit seinen mehr als 30 Bögen und der Hof befinden sich am Eingang der Kathedrale. Die Empfangshalle und die Räume für Gemeindeaktivitäten befinden sich im Erdgeschoss der Hauptkirche.

## Bildergalerie

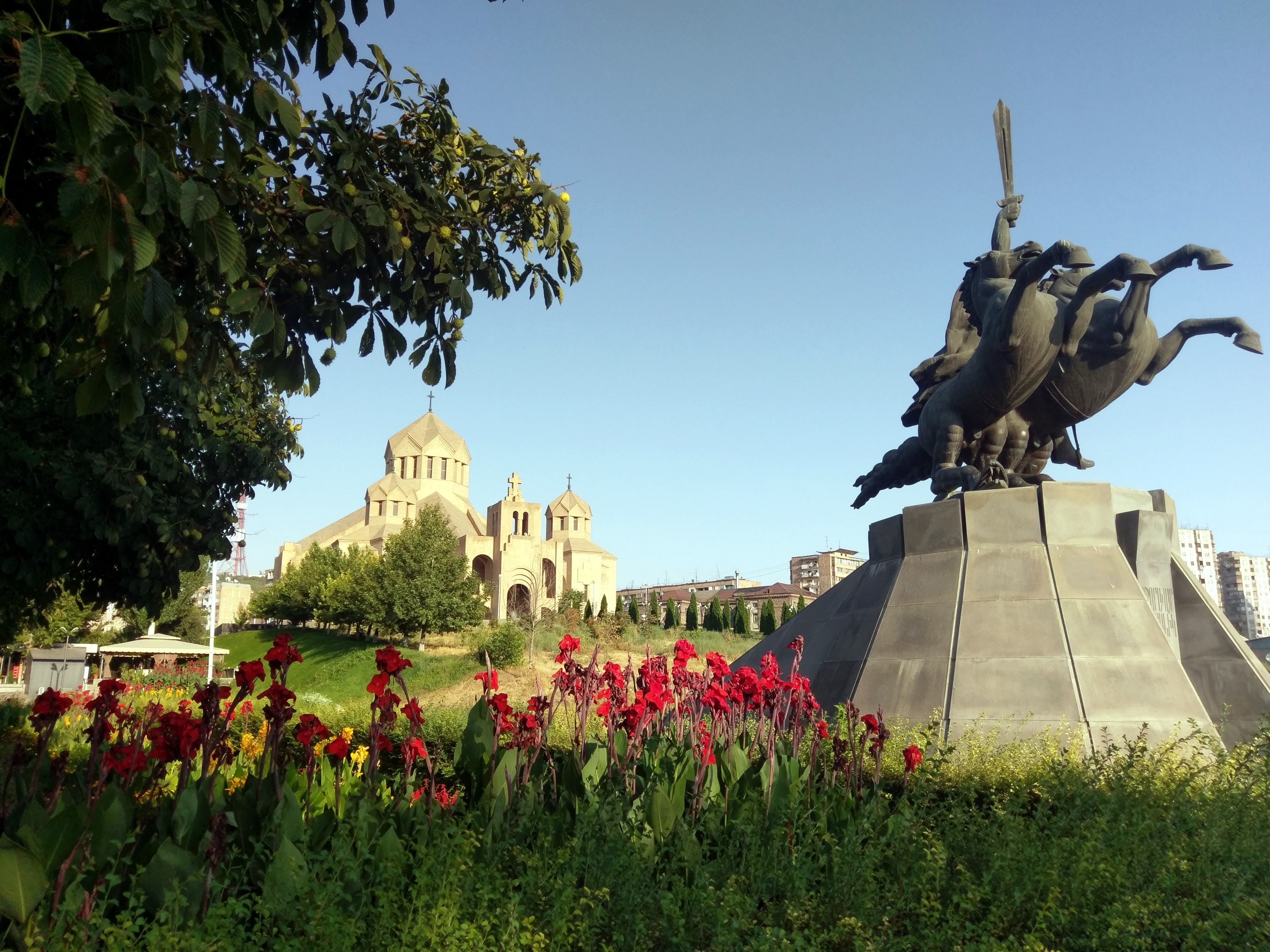
Kathedrale und die Statue des Andranik
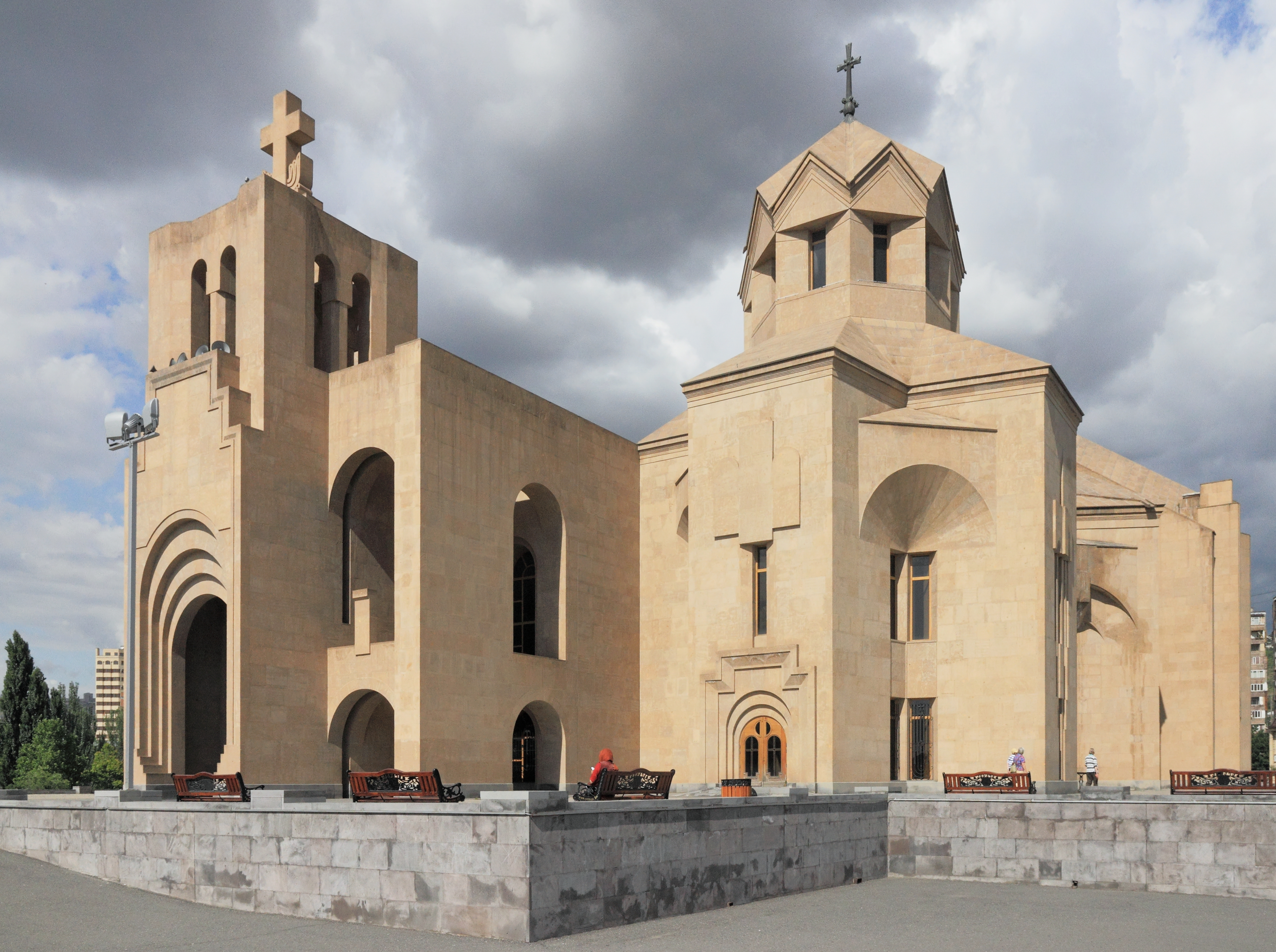
Kathedrale von außen
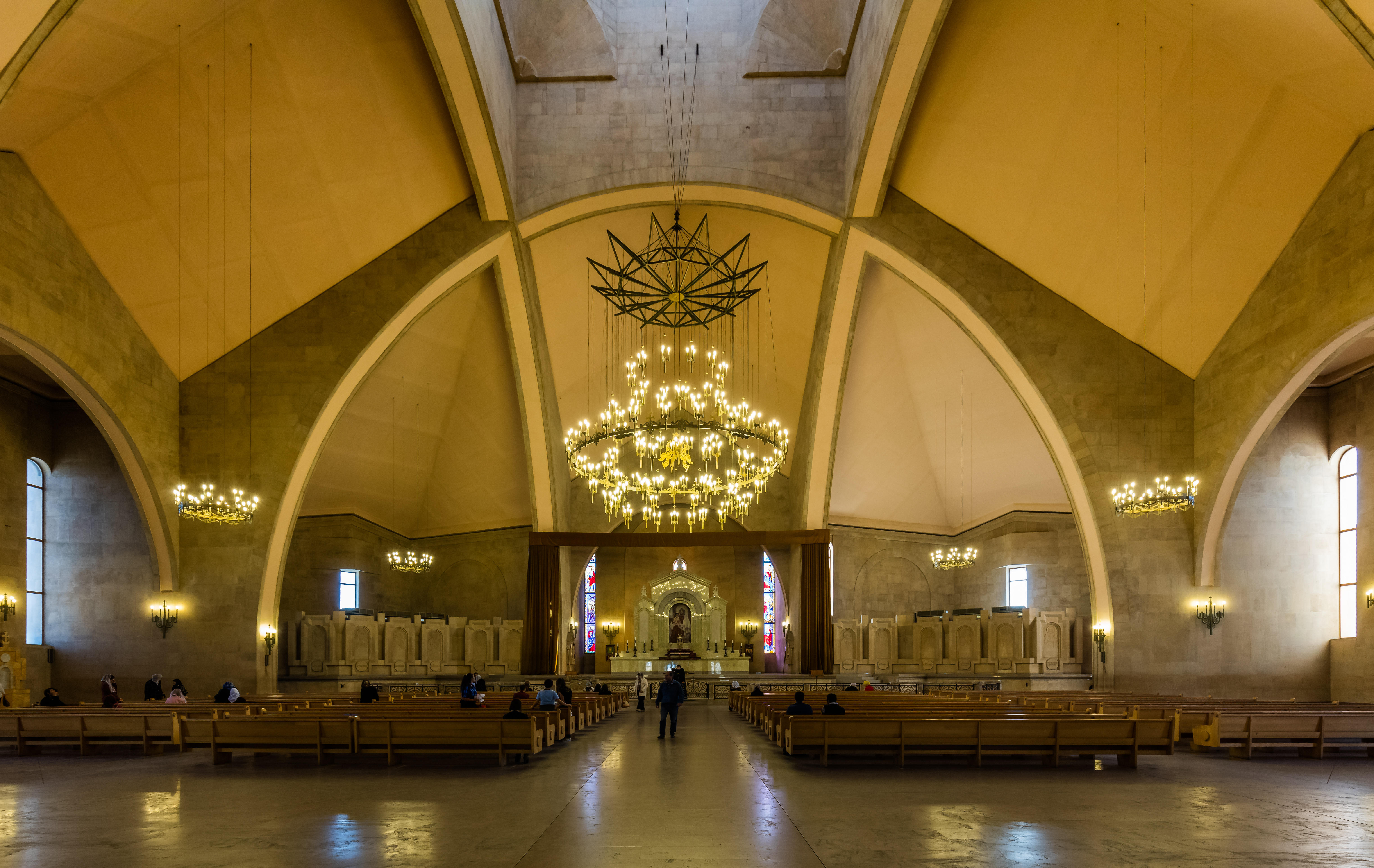
Innenraum mit Deckengewölbe
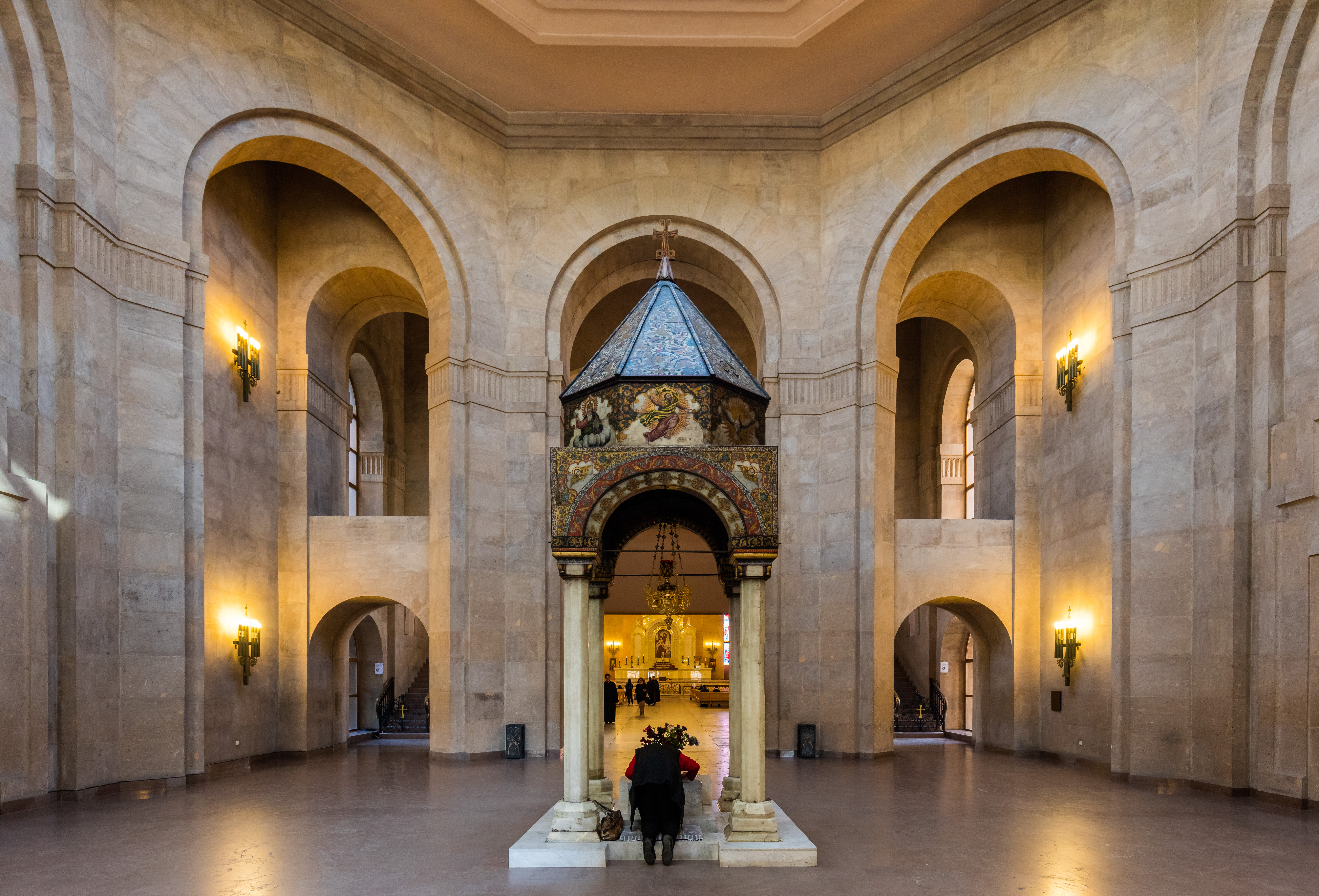
Im Eingangsgewölbe, Heiligenbildnisse auf Holz